# Невіркув-Кольонія
Невіркув-Кольонія (пол. Niewirków-Kolonia) — село в Польщі, у гміні Мячин Замойського повіту Люблінського воєводства.
Населення — 189 осіб (2011).
У 1975-1998 роках село належало до Замойського воєводства.

## Демографія
Демографічна структура станом на 31 березня 2011 року:
|          | Загалом | Допрацездатний вік | Працездатний вік | Постпрацездатний вік |
| -------- | ------- | ------------------ | ---------------- | -------------------- |
| Чоловіки | 87      | 22                 | 50               | 15                   |
| Жінки    | 102     | 29                 | 52               | 21                   |
| Разом    | 189     | 51                 | 102              | 36                   |